# Tófalu, Heves
Tófalu  este un sat în districtul Füzesabony, județul Heves, Ungaria, având o populație de 588 de locuitori (2011). 

## Demografie
Componența etnică a satului Tófalu
     Maghiari (87,96%)
     Romi (12,04%)
Componența confesională a satului Tófalu
     Fără religie (14,29%)
     Reformați (2,72%)
     Necunoscută (82,31%)
     Atei (0,68%)
     Alte religii (1,19%)
Conform recensământului din 2011, satul Tófalu avea 588 de locuitori. Din punct de vedere etnic, majoritatea locuitorilor (87,96%) erau maghiari, cu o minoritate de romi (12,04%). Nu există o religie majoritară, locuitorii fiind persoane fără religie (14,29%) și reformați (2,72%). Pentru 82,31% din locuitori nu este cunoscută apartenența confesională.